# Zoja
Zoja je žensko osebno ime

## Tujejezikovne različice
Zoa, Zoe, Zoi (hr.), Zoë (nem.), Zoê (fr.), Zoe (it.), Zoja, Zarica, Zojácska, Zojka (madž.), Zorica (balkansko)

## Izvor imena
Ime Zoja je grškega izvora. Razlagajo ga iz ruske besede zoe, ki pomeni »življenje«. Po pomenu je ime Zoja sorodno imenu Žíva. Ime Zoja je  prišlo v Rusijo s krščanstvom iz Bizanca, od Rusov pa smo ga najverjetneje prevzeli tudi na Slovenskem.

## Pogostost imena
Po podatkih Statističnega urada Republike Slovenije je bilo leta 2011 v Sloveniji število ženskih oseb z imenom Zoja 1168.

## Osebni praznik
V koledarju praznuje Zoja god 2. maja (maloazijska mučenka, mati sv. Cirijaka).